# Las joyas de la corona
Las joyas de la corona es la adaptación del reality show estadounidense Charm School, producido por Zeppelin TV España y emitido en Telecinco. Presentado por Jordi González y Carmen Lomana es la directora de la escuela, que realiza viajes con los concursantes y les da algunos consejos.

## Mecánica
El objetivo es formar a 12 jóvenes, 6 chicos y 6 chicas para que aprendan a comportarse en sociedad. Las clases están a cargo de especialistas en protocolo, historia, buenos modales, etc. en una Academia, dirigida por Carmen Lomana, quien intenta refinar a los muchachos en carácter, moda...
Las galas se realizaban en plató y fueron presentadas por Jordi González. El ganador del concurso, el que mejor aprendió a desenvolverse en todo tipo de situaciones sociales, fue premiado con 20.000 euros.

## Las joyas de la corona (2010)
La edición se emitió en Telecinco entre el 29 de julio y el 16 de septiembre de 2010, obteniendo una buena acogida por parte de la audiencia, convirtiéndose en uno de los mejores estrenos de Telecinco, que se coloca entre los 4 realities más rentables del año, solo superado por Gran Hermano (24,2%), El Reencuentro (20,6%) y Supervivientes (17,5%).
Esta cuarta posición le sitúa por delante de cualquier reality no emitido en Telecinco. Además, es el tercer estreno de verano más eficaz junto a Más allá de la vida (20,7%) y Enemigos íntimos (14,6%). Por otro lado, cabe destacar el 17,2% que anota entre los adolescentes, del mismo modo se convierte en la opción favorita para el grupo de 13 a 44 años en su franja de emisión.
Azahara fue la ganadora de la primera edición, embolsándose la cantidad de 20.000 euros.

### Participantes
En la primera edición hubo un total de 12 concursantes. En la gala 1 se expulsó a un concursante, y semanalmente, expulsaban a uno. En la gala 6 no hubo expulsión.
En la última gala hubo 6 concursantes. Cada profesor eligió a uno para pasar a la final. Nacho Montes señaló a Pepe, Bárbara de Senillosa a Jorge, Liberto de la Franca a Lucía y Mariasela Álvarez a Azahara. Gisela y Virginia, que no fueron elegidas quedaron expulsadas. Después, Carmen Lomana decidió que Lucía y Jorge no llegaran a la prueba final, por lo que quedaron terceros finalistas. He aquí la tabla de concursantes de Las Joyas de la Corona 2010.
| Concursante        | Residencia | Edad    | Profesión                   | Duración | Información     |
| ------------------ | ---------- | ------- | --------------------------- | -------- | --------------- |
| Azahara de Cordero | Madrid     | 23 años | Dependienta                 | 49 días  | Ganadora        |
| Pepe Cuenca        | Murcia     | 23 años | Camarero                    | 49 días  | 2.º finalista   |
| Jorge Lecumberri   | Navarra    | 20 años | Carpintero                  | 49 días  | 3.os finalistas |
| Lucía Poveda       | Alicante   | 20 años | Estudiante de Derecho       | 49 días  | 3.os finalistas |
| Gisela             | Barcelona  | 22 años | En paro                     | 49 días  | Semifinalistas  |
| Virginia Ruiz      | Madrid     | 22 años | En paro                     | 49 días  | Semifinalistas  |
| Lara Estevan       | Madrid     | 24 años | Comercial                   | 42 días  | 6.ª expulsada   |
| Julián Escamilla   | Sevilla    | 27 años | Estudiante de Empresariales | 28 días  | 5.º expulsado   |
| Moisés Ledesma     | Badajoz    | 21 años | En paro                     | 21 días  | 4.º expulsado   |
| Iván Calvo         | Madrid     | 18 años | Estudiante de Empresariales | 14 días  | 3.er expulsado  |
| Tamara Morales     | Málaga     | 23 años | Camarera                    | 7 días   | 2.ª expulsada   |
| Pablo Verdugo      | Madrid     | 25 años | Carpintero                  | 1 día    | 1.er expulsado  |

### Especiales
En la Gala 5, María José, mejor amiga de Lara, entró en la mansión. Tatiana entró en la gala 6.
| Nombre             | Procedencia | Edad    | Conocida por                   | Duración | Información |
| ------------------ | ----------- | ------- | ------------------------------ | -------- | ----------- |
| María José         | Madrid      | 20 años | Amiga de Lara                  | 7 días   | Invitadas   |
| Tatiana Malyshkina | Almería     | 19 años | Concursante de Gran Hermano 11 | 7 días   | Invitadas   |

### Estadísticas semanales
|               | Gala 1                                         | Gala 2                                     | Gala 3                                     | Gala 4                                       | Gala 5                                         | Gala 6        | Semifinal                                        | Final |
| ------------- | ---------------------------------------------- | ------------------------------------------ | ------------------------------------------ | -------------------------------------------- | ---------------------------------------------- | ------------- | ------------------------------------------------ | --- |
| Azahara       | Salvada                                        | Nominada                                   | Salvada                                    | Salvada                                      | Salvada                                        | Salvada       | Nominada                                         | Ganadora |
| Pepe          | Salvado                                        | Salvado                                    | Nominado                                   | Nominado                                     | Salvado                                        | Salvado       | Salvado                                          | Subcampeón |
| Jorge         | Nominado                                       | Salvado                                    | Salvado                                    | Salvado                                      | Salvado                                        | Salvado       | Salvado                                          | Finalista |
| Lucía         | Salvada                                        | Salvada                                    | Salvada                                    | Salvada                                      | Nominada                                       | Salvada       | Salvada                                          | Finalista |
| Gisela        | Salvada                                        | Salvada                                    | Salvada                                    | Nominada                                     | Nominada                                       | Salvada       | Nominada                                         | Semifinalista                                                                                                  |
| Virginia      | Nominada                                       | Salvado                                    | Nominada                                   | Nominada                                     | Nominada                                       | Salvado       | Nominada                                         | Semifinalista                                                                                                  |
| Lara          | Salvada                                        | Nominada                                   | Nominada                                   | Salvada                                      | Salvada                                        | Salvada       | Expulsada                                        | |
| Julián        | Salvado                                        | Salvado                                    | Salvado                                    | Salvado                                      | Expulsado                                      |               |                                                  | |
| Moisés        | Nominado                                       | Salvado                                    | Salvado                                    | Expulsado                                    |                                                |               |                                                  | |
| Iván          | Salvado                                        | Nominado                                   | Expulsado                                  |                                              |                                                |               |                                                  | |
| Tamara        | Salvado                                        | Expulsada                                  |                                            |                                              |                                                |               |                                                  | |
| Pablo         | Expulsado                                      |                                            |                                            |                                              |                                                |               |                                                  | |
| Eliminados    | Pablo 1 fallo                                  | Tamara 2 fallos                            | Iván 2 fallos                              | Moisés 2 fallos                              | Julián 4 fallos                                | Sin expulsión | Lara 4 fallos                                    | Gisela Virginia No seleccionadas por los profesores Lucía Jorge No seleccionados por la directora Pepe 1 fallo |
| No eliminados | Virginia 0 fallos Moisés Salvado Jorge Salvado | Iván 0 fallos Azahara Salvada Lara Salvada | Virginia 1 fallo Lara Salvada Pepe Salvado | Gisela 1 fallo Pepe Salvado Virginia Salvada | Gisela 3 fallos Lucía Salvada Virginia Salvada | Sin expulsión | Gisela 3 fallos Azahara Salvada Virginia Salvada | Azahara 0 fallos                                                                                               |

(*) Julián decidió no contestar a ninguna pregunta en su reto final, porque, según él todos los concursantes que tenían educación estaban nominados.
     El concursante fue seleccionado por los profesores y por la directora, venció el reto final y ganó.
     El concursante fue seleccionado por los profesores y por la directora, pero quedó en segunda posición.
     El concursante fue elegido por los profesores, pero la directora no quiso que fuera al reto final, quedando tercer finalista.
     El concursante no fue elegido por los profesores, , quedando semifinalista.
     El concursante fue nominado por los profesores pero salvado por la directora.
     El concursante fue nominado por los profesores y por la directora, ganó el reto y siguió en el concurso.
     El concursante fue nominado, perdió el reto y fue expulsado.
     El concursante no fue nominado.

### Audiencia en las Galas
| Programa  | Día de emisión           | Espectadores | Share |
| --------- | ------------------------ | ------------ | ----- |
| 1         | 29 de julio de 2010      | 1 580 000    | 14,6% |
| 2         | 5 de agosto de 2010      | 1 258 000    | 12,7% |
| 3         | 12 de agosto de 2010     | 1 427 000    | 14,2% |
| 4         | 19 de agosto de 2010     | 1 387 000    | 12,6% |
| 5         | 26 de agosto de 2010     | 1 279 000    | 12,1% |
| 6         | 2 de septiembre de 2010  | 1 568 000    | 12,3% |
| Semifinal | 9 de septiembre de 2010  | 1 409 000    | 11,0% |
| Final     | 16 de septiembre de 2010 | 2 005 000    | 15,1% |

## PalmarésLas joyas de la corona
| Edición                      | Fecha | Ganadora           | Subcampeón  | Terceros clasificados         |
| ---------------------------- | ----- | ------------------ | ----------- | ----------------------------- |
| [ 1 ] Las joyas de la corona | 2010  | Azahara de Cordero | Pepe Cuenca | Jorge Lecumberri Lucía Poveda |

## Audiencia media
| Edición                | Fecha | Cadena    | Espectadores | Cuota |
| ---------------------- | ----- | --------- | ------------ | ----- |
| Las joyas de la corona | 2010  | Telecinco | 1 489 000    | 13,1% |